# 邵象伊
邵象伊（1909年10月—1990年），浙江杭州人。中国卫生学专家。

## 生平
1929年，毕业于浙江省立医药专门学校。1929--1930年，到日本东京帝国大学医学部内科留学，1937--1939年，赴德国柏林大学卫生学院留学，获博士学位。回国后，历任江苏医学院，邵象伊被聘为该院教授。1940年，江苏医学院成立公共卫生教研室，附设公共卫生事务所，任负责人。1945年抗战胜利，他随江苏医学院迁回镇江。1948年底至1949年初，他被教职员和学生推选为“三人小组”的召集人，继而又担任院“应变委员会”主任，在阻止将江苏医学院迁往台湾的斗争中发挥了重要作用，并维护了正常教学的进行。被任命为院务委员会主任委员。1952年，被中央人民政府任命为江苏医学院院长。1955年卫生部对全国高等医科院校进行调整，江苏医学院的卫生学系由邵象伊率领合并到山西医学院，被国务院任命为山西医学院院长。一直从事教学工作，为医药战线培养了大批人才。曾主编中国高等院校卫生学总论通用教材和《卫生学辞典》。1990年逝世于北京，享年81岁。